# Sarodrano (Atsimo-Andrefana)
Sarodrano est situé dans le Sud-Ouest de Madagascar, dans la province d'Atsimo-Andrefana, district de Toliara II, au sud de Tuléar, non loin de l'embouchure de l'Onilahy où se trouve Saint-Augustin. Le village, majoritairement vezo est tourné vers la pêche.

## Géographie
Bordée par un récif frangeant, la flèche littorale de Sarodrano s'étend sur 3 300 mètres de long. Elle s'articule à la falaise morte qui forme la partie inférieure du grand escarpement qui limite le causse de Belamotra. Elle est surmontée de dunes peu végétalisées. On pense que sa mise en place s'est faite tardivement, il y a 2 000 ans B.P. (Battistini, 1995).
La mangrove de Sarodrano (une centaine d'hectares environ) se trouve à l'aisselle de la flèche qui forme une petite baie ouverte au Nord. Côté falaise, on peut observer des résurgences d'eau douce. La mangrove s'y développe sur une largeur de 150 mètres entre la grotte Bina et la Grande Source. La zonation floristique est visible en dépit de prélèvements de palétuviers : Sonneratia alba au niveau de la basse-slikke; puis Rhizophora mucronata et Bruguiera gymnorhiza; Ceriops tagal; enfin Avicennia marina au niveau des amas rocheux situés à la base de la falaise. En bordure de la flèche sableuse, on peut constater la remarquable homogénéité de la mangrove : Avicennia prédomine mais laisse la place à Ceriops dans le sous-bois.

## Histoire
La flèche littorale constitue un des plus anciens sites d'occupation humaine connus de Madagascar.
Longtemps Sarodrano fut le seul lieu de villégiature de Tuléar. Dans les années 60, des résidences y furent aménagées juste au pied des falaises calcaires de Barn Hill, entourées de Didiereaceae. Elles ont été emportées petit à petit par la mer.

## Activités
Le village de Sarodrano est entièrement tourné vers la pêche. Depuis le début ds années 90, le tourisme a commencé à exploiter ce site superbe grâce à un petit gîte.